# Kanton Metz-3
Der Kanton Metz-3 ist seit 2015 ein französischer Wahlkreis im Arrondissement Metz, im Département Moselle und in der Region Grand Est (bis Ende 2015 Lothringen).

## Geschichte
Der Kanton entstand bei der Neueinteilung der französischen Kantone im Jahr 2015. Zu seinem Gebiet gehören Viertel der Stadt Metz im Westen und Süden der Stadt.

## Lage
Der Kanton liegt in der Nordhälfte des Départements Moselle.

## Politik
Im 1. Wahlgang am 22. März 2015 erreichte keines der sechs Kandidatenpaare die absolute Mehrheit. Bei der Stichwahl am 29. März 2015 gewann das Gespann Sébastien Koenig/Sélima Saadi (beide PS) gegen Nathalie Dalmar/Jean-Michel Rossion (beide FN) mit einem Stimmenanteil von 60,58 % (Wahlbeteiligung:43,96 %).
| Vertreter im Departementrat des Départements | Vertreter im Departementrat des Départements | Vertreter im Departementrat des Départements |
| Amtszeit                                     | Name                                         | Partei                                       |
| -------------------------------------------- | -------------------------------------------- | -------------------------------------------- |
| 2015–                                        | Sébastien Koenig Sélima Saadi                | PS                                           |